# Giuseppe Perotti
Giuseppe Perotti (Torino, 16 giugno 1895 – Torino, 5 aprile 1944) è stato un generale, ingegnere e partigiano italiano, appartenente al Genio ferrovieri e membro della Resistenza piemontese, fu insignito di medaglia d'oro al valor militare alla memoria.

## Biografia

### La carriera militare

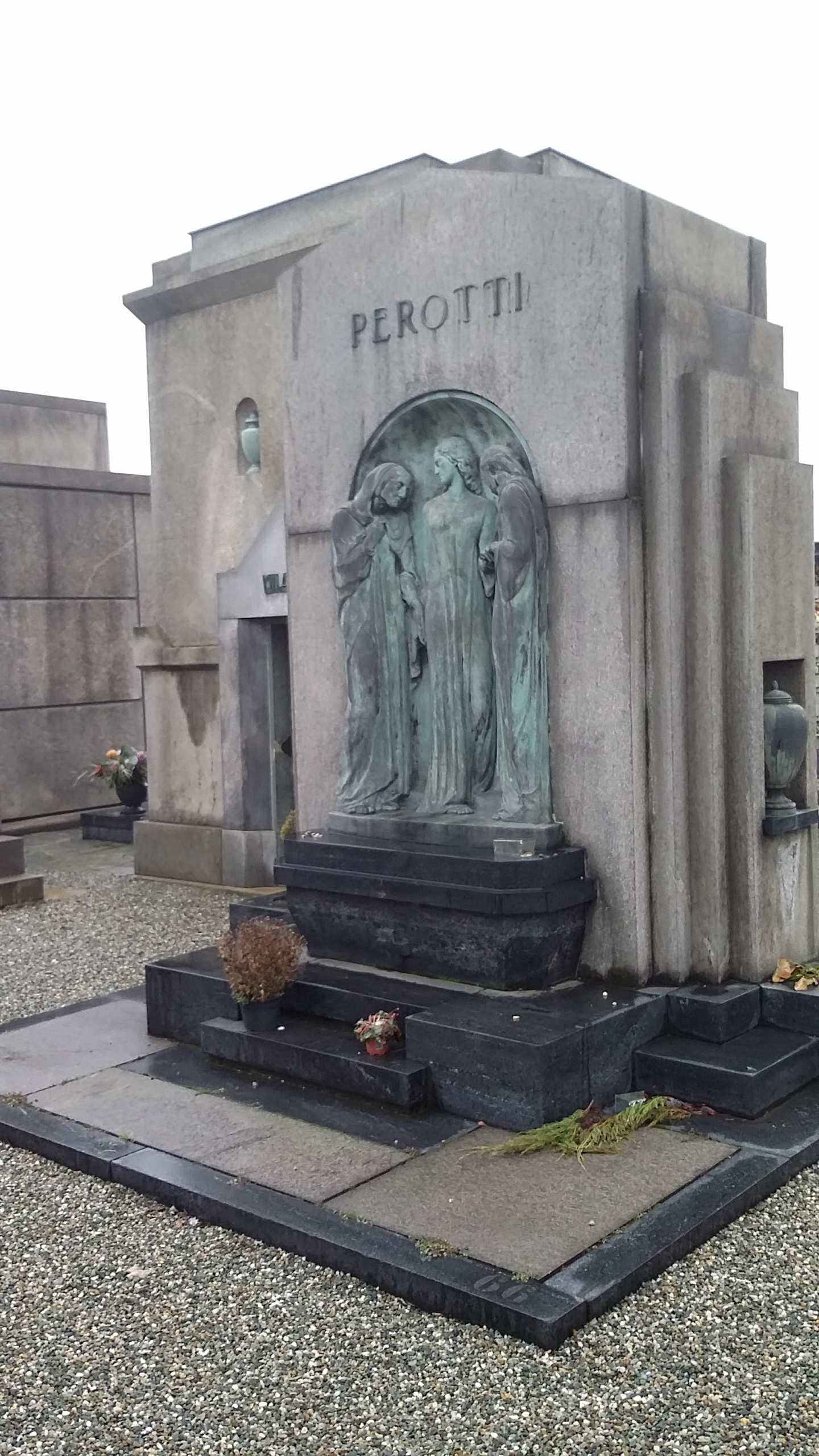
Tomba del generale Giuseppe Perotti nel cimitero monumentale di Torino.

Dopo gli studi superiori di fisica e matematica, Giuseppe Perotti entrò all'Accademia militare di Artiglieria e Genio di Torino dove si classificò secondo nel suo corso. Con il grado di sottotenente partecipò alla prima guerra mondiale nei reparti minatori.
Nella ritirata successiva alla disfatta di Caporetto gli venne affidato il compito di far saltare i ponti sul fiume Piave, incarico svolto magistralmente tanto che gli valse una medaglia di bronzo al valor militare e la promozione a capitano per meriti di guerra.
Dopo il conflitto divenne per tre anni istruttore all'Accademia militare di Torino, poi decise di conseguire la laurea in ingegneria civile al Politecnico di Torino sospendendo temporaneamente la propria carriera militare. Al rientro in servizio alla Direzione del Genio militare di Corpo d'armata fu nominato capo sezione dei lavori di montagna e successivamente addetto all'Ufficio fortificazioni, operò per migliorare la linea difensiva lungo il confine italiano con la Francia. Fu poi insegnante di Costruzioni del genio alla Scuola di applicazione di Artiglieria e Genio di Torino (1930-31).
Nel 1935 dopo aver ottenuto il grado di tenente colonnello partecipò alla guerra d'Etiopia dove diresse la costruzione di ponti e strade. Al suo rientro in patria, nel 1938, gli venne affidato il comando del Reggimento Ferrovieri.
Fu promosso generale di brigata nel luglio del 1942 e destinato presso lo Stato Maggiore a Roma con l'incarico di ispettore delle unità ferroviarie mobilitate.

### La Resistenza e la morte
Dopo l'armistizio Perotti entrò nella Resistenza tra le file del 1º Comitato militare regionale piemontese (CMRP) dove, per le sue capacità, fu nominato dal CLN coordinatore dello stesso Comitato piemontese.
Il 31 marzo 1944 fu catturato da membri della Polizia Repubblicana nella sacrestia del Duomo di Torino, assieme ai compagni, mentre si teneva una riunione clandestina del CMRP e incarcerato. Nel processo davanti al Tribunale speciale per la sicurezza dello Stato nei giorni 2 e 3 aprile, venne condannato a morte e fucilato il 5 aprile 1944 nel Poligono Nazionale del Martinetto di Torino da un plotone della Guardia Nazionale Repubblicana insieme a Franco Balbis, Quinto Bevilacqua, Giulio Biglieri, Paolo Braccini, Enrico Giachino, Eusebio Giambone e Massimo Montano.
Al momento della fucilazione comandò ai suoi compagni "Signori ufficiali, attenti: Viva l'Italia!". Gli fu conferita la medaglia d'oro al valor militare alla memoria. È sepolto nel Cimitero monumentale di Torino.

### Riconoscimenti e dediche
- A Giuseppe Perotti è dedicata la Caserma sede della Scuola delle Trasmissioni e Informatica dell'Esercito alla Cecchignola in Roma.
- A Torino gli è intitolata la Scuola Secondaria di primo grado Statale "Giuseppe Perotti" di via Tofane, plesso appartenente all'Istituto Comprensivo Statale "Perotti - Toscanini".
- A Torino gli è intitolata la Scuola Elementare di via Mercadante, in Barriera di Milano, nonché la piazza che prima era intitolata al "martire fascista" Dario Pini, in zona Campidoglio (e prima ancora, piazza Altacomba ).
- Il Comune di Carrù (CN) gli ha dedicato una piazza e l'Istituto Comprensivo.
- I comuni di Padova, Borgaro Torinese, Chieri, Grugliasco, Beinasco/Borgaretto, Collegno, Biella e Ivrea gli hanno dedicato delle vie.
- A Bologna gli è intitolata la Caserma dell'Esercito Italiano, ex sede del 21º Reggimento Artiglieria Campale.
- A Fossano gli è intitolata la Caserma dell'Esercito Italiano, sede del 1º Reggimento Artiglieria da Montagna.
- A Firenze (Coverciano) gli è intitolata una Caserma dell'Esercito Italiano (Battaglione Logistico "Friuli").
- Il Comune di Leini gli ha dedicato una via.